# ۲-کلروپروپیونیک اسید
۲-کلروپروپیونیک اسید (به انگلیسی: 2-Chloropropionic acid) یک ترکیب شیمیایی است. شکل ظاهری این ترکیب، مایع بی‌رنگ است.